# 戴建站
戴建站（韓語：대건역）是朝鮮民主主義人民共和國平安南道顺川市的一個鐵路車站，属于戴建線、直洞煤礦線和殷山線。

## 邻近车站
戴建線
新蓮浦站 - 戴建站 - 甑山里站
直洞煤礦線
戴建站 - 富山里站
殷山线
鹤山站 - 戴建站
慕鶴線
戴建站 - 慕鶴站